# 日野・N型エンジン
N型エンジンは日野自動車（新田工場）が製造するOHV・直列4気筒ディーゼルエンジンである。

## 概要
2003年、S型エンジンの後継として登場した。ボア104mm、ストローク118mm、総排気量4,009ccは同社の旧エンジンであるW04型と同一のスペックであり、排出ガス規制対策のためにW04をベースに4バルブ化、大容量クールドEGR、DPR、コモンレール噴射化したものである。新短期規制、新長期規制に適合している。
排出ガス規制強化に伴い、トヨタ・B型エンジンとも統合が図られたため、トヨタブランドの商用車にも広く搭載されている。
2018年（平成30年）現在、日本国内で市販されている普通・小型・中型トラック用としては三菱ふそう・4V20と並ぶOHVエンジンである（いすゞ・4JJ1及び三菱ふそう・4P10は共にDOHC）。
ターボ付きは記号に「T」が付き、それ以外は自然吸気である。N04C-TM搭載車とハイブリッドと記号にUが付くエンジンは平成27年燃費基準達成車。
またN04C-VH型は、JASOディーゼル用エンジンオイル規格の試験にも使われており、2014年（平成26年）に清浄性試験であるM336:2014に、2015年（平成27年）には動弁系摩耗試験であるM354:2015に性能評価試験エンジンとして採用されている(旧試験法となるM336:1998は日産TD25エンジン、M354:2006は三菱4D34T4エンジン)。2017年には省燃費規格DH-2Fの制定にあたり新規の燃費試験としてM362:2017が制定され、これに対してもN04Cが採用された。

## バリエーション

### N04C-A
2004年登場

### N04C-TB
2003年登場

### N04C-TC
2004年登場

### N04C-TD
2003年登場
ターボチャージャーが可変ノズルターボ（VGターボ）に変更される。

### N04C-TE
ハイブリッド専用

### N04C-TH
2006年登場

### N04C-TJ
2006年登場

### N04C-TK
2006年登場

### N04C-TL
2006年登場

### N04C-TM
2006年登場

### N04C-TN
2006年登場
ハイブリッド専用

### N04C-TQ
輸出専用（ユーロ4）

### N04C-TW
輸出専用（ユーロ4）

### N04C-TY
輸出専用

### N04C-UB
平成17年排出ガス規制適合

### N04C-UD
2007年登場

### N04C-UE
2007年登場

### N04C-UH
輸出専用（ユーロ5）

### N04C-UL
平成22年排出ガス規制適合
ハイブリッド専用

### N04C-UM
平成22年排出ガス規制適合

### N04C-UN
平成22年排出ガス規制適合

### N04C-UP
平成22年排出ガス規制適合

### N04C-UQ
2012年登場
平成22年排出ガス規制適合

### N04C-UR
輸出専用（ユーロ5）

### N04C-US
輸出専用（ユーロ5）

### N04C-UT
輸出専用（ユーロ5）

### N04C-UV
輸出専用（ユーロ4）

### N04C-UY
輸出専用（ユーロ3）

### N04C-VA
輸出専用（ユーロ3）

### N04C-VB
輸出専用（ユーロ3）

### N04C-VC
輸出専用（ユーロ4）

### N04C-VH
自衛隊車両（高機動車）に搭載。JASOディーゼルエンジンオイルの試験エンジン。

### N04C-VJ
2014年登場

### N04C-VK
2014年登場

### N04C-VL
輸出専用（ユーロ3）

### N04C-VT
平成28年排出ガス規制適合

### N04C-VU
平成28年排出ガス規制適合

### N04C-VV
輸出専用（ユーロ6）

### N04C-VY
輸出専用（ユーロ6）

### N04C-WA
平成28年排出ガス規制適合

### N04C-WB
平成28年排出ガス規制適合

### N04C-WD
平成28年排出ガス規制適合

### N04C-WE
平成28年排出ガス規制適合
ハイブリッド専用

### N04C-WF
輸出専用（ユーロ3）

### N04C-WG
輸出専用（ユーロ3）

### N04C-WH
輸出専用（ユーロ3）

### N04C-WJ
輸出専用（ユーロ4）

### N04C-WK
輸出専用（ユーロ4，110 kW）

### N04C-WL
輸出専用（ユーロ5）

### N04C-WM
輸出専用（ユーロ5）

### N04C-WN
輸出専用（ユーロ6）

### N04C-WP
輸出専用（ユーロ6）

### N04C-WR
輸出専用（ユーロ6，110 kW）
ハイブリッド専用

### N04C-WV
輸出専用（ユーロ4，85 kW）

### N04C-WW
輸出専用（ユーロ4，100 kW）

### N04C-WY
輸出専用（ユーロ4，100 kW）

### N04C-YA
輸出専用（ユーロ6，110 kW）

## 搭載車種
- クイックデリバリー
- ダイナ
- トヨエース
- デュトロ
- コースター/リエッセII
- 高機動車
- トヨタフォークリフト 50-5FD60 / 70、5FD80

＜定格出力：90 kW (122 ps)/2,200 rpm、 最大トルク：404 Nm (41.2 kgf-m)/1,600 rpm＞